# Barbourmeade
Barbourmeade är en ort i Jefferson County Kentucky, USA. År 2000 hade staden 1 260 invånare. Den har enligt United States Census Bureau en area på 1,1 km², allt är land.